# Old Harbour
Old Harbour – miasto na Jamajce. W 2006 miejscowość była zamieszkiwana przez 17,883 mieszkańców.